# 阿爾伯提努
阿爾伯提努（德語：Albertinum）是位於德國城市德累斯顿的一座現代藝術博物館，地處德雷斯登市中心。

## 历史
博物館建築修建於1884年至1887年期間，主要收藏現代藝術的美術品。

## 外部連結
维基共享资源上的相關多媒體資源：Albertinum
- Albertinum Homepage of Dresden State Art Collections